# Drosophila bifasciata
Drosophila bifasciata is een vliegensoort uit de familie van de fruitvliegen (Drosophilidae). De wetenschappelijke naam van de soort werd voor het eerst geldig gepubliceerd in 1940 door Francesco Pio Pomini.